# Бриндізі (провінція)
Провінція Бриндізі (італ. Provincia di Brindisi) — провінція в Італії, у регіоні Апулія.
Площа провінції — 1 840 км², населення — 401 853 осіб.
Столицею провінції є місто Бриндізі.

## Географія
Знаходиться на півострві Салентина. Межує на півночі з провінцією Барі, на заході з провінцією Таранто і на південному сході з провінцією Лечче.